# Tweebuffelsmeteenskootmorsdoodgeskietfontein
Tweebuffelsmeteenskootmorsdoodgeskietfontein là một trang trại ở tỉnh Tây Bắc của Nam Phi, nằm khoảng 200  km về phía tây Pretoria và 20 km về phía đông Lichtenburg. Tọa độ của trang trại là 26°10′N 26°28′Đ / 26,167°N 26,467°Đ. Tên của trang trại có 44 ký tự đã đi vào văn hóa dân gian Nam Phi. Đây là tên địa điểm dài nhất ở Nam Phi, và là một trong những tên dài nhất trên thế giới.
Tên gọi này, theo định dạng chung cho các địa danh ở Nam Phi trong ngôn ngữ Afrikaans, có nghĩa là "con suối nơi hai con trâu bị giết bằng một phát đạn" tiếng Afrikaans: Twee buffels met een skoot morsdood geskiet fontein). Bản dịch theo nghĩa đen là "Twee buffels": Hai con trâu, "met een skoot": một phát đạn; "morsdood ": "chết hẳn"; "geskiet": "bắn"; "fontein" "suối (nguồn sông)" hoặc "đài phun nước". Tên này mnh họa cho tính chất từ ghép của các ngôn ngữ German bao gồm tiếng Afrikaans, bắt nguồn từ tiếng Hà Lan. Tất cả các thuật ngữ mô tả liên quan đến một khái niệm thường có thể được gắn với nhau thành một từ dài. Một ví dụ về điều này là wildewaatlemoenkonfytkompetisiebeoordelaarshandleiding, có nghĩa là "hướng dẫn của thẩm phán cạnh tranh mứt dưa hấu hoang". Tuy nhiên, việc sử dụng như vậy là không phổ biến và những từ như vậy thường được phân tách bằng cách sử dụng một hoặc nhiều dấu gạch nối nếu chúng trở nên quá dài hoặc khó sử dụng.
Trang trại ban đầu được cấp cho AP de Nysschen vào năm 1866 bởi chính phủ Cộng hòa Nam Phi; nó được gọi trong sơ đồ khảo sát là "Twee Buffels Geschiet " (Hai con trâu bị bắn) và được chỉ ra là có diện tích 6119 morgen và 429 rood vuông (5.241,7 ha). Các bản đồ chính thức được công bố bởi Thông tin không gian địa lý quốc gia gọi nó là "Tweebuffels " (Hai con trâu).
Tên này đã được sử dụng làm tiêu đề cho một bài hát tiếng Afrikaans được viết bởi Anton Goosen (phần nhạc) và Fanus Rautenbach và được trình diển bởi Anton Goosen. Ngoài ra, nó cũng được dùng trong quảng cáo để biểu thị thị trấn đồng quê nhỏ điển hình.